# Lozoyuela-Navas-Sieteiglesias
Lozoyuela-Navas-Sieteiglesias és un municipi de la Comunitat de Madrid. Està format pels nuclis de població de Lozoyuela, Navas i Sieteiglesias.

## Demografia
| 1991 | 1996 | 2001 | 2004 |
| ---- | ---- | ---- | ---- |
| 616  | 622  | 680  | 847  |